# Zelenogorsk, Krasnoiarsk
Zelenogorsk (în rusă Зеленогорск) este un oraș din Regiunea Krasnoiarsk, Federația Rusă, cu o populație de 69.355 locuitori.